# Kleine Oostwolderpolder (Duurswold)
De Kleine Oostwolderpolder is een voormalig waterschap in de Nederlandse provincie Groningen.
De molen met een vlucht van maar 55-56 voet, waarvan de bouw wordt vermeld in een notariële acte uit 1787, was een van de eerste poldermolens binnen het Woldzijlvest. De molen werd gesloopt in 1950.
Het waterschap lag ten zuidoosten van Siddeburen. De noordgrens lag bij de Oostwoldjerweg, de oostgrens halverwege de A33 en de Rotmerweg, de zuidgrens bij de Siepsloot, de grens tussen de gemeenten Slochteren en Menterwolde en de westgrens lag halverwege de A33 en de Eideweg. De molen stond in het noorden van de polder en sloeg uit op een watergang die via de Munnikesloot (gelegen tussen de waterschappen Osseweiderpolder en de Noorderpolder in de Oosterweeren) uitwaterde op het Meedhuizermeer, later op het Afwateringskanaal van Duurswold. Het noordelijke deel van de Munnikesloot werd Holemaar genoemd.
Waterstaatkundig gezien ligt het gebied sinds 2000 binnen dat van het waterschap Hunze en Aa's.

## Naam
Het waterschap is genoemd naar Oostwold. De polder moet niet worden verward met het gelijknamige waterschap in het Westerkwartier.